# بيسي بيتي
بيسي بيتي (بالإنجليزية: Bessie Beatty)‏ هي كاتبة مسرحية وكاتِبة وصحفية أمريكية، ولدت في 27 يناير 1886 في لوس أنجلوس في الولايات المتحدة، وتوفيت في 6 أبريل 1947 في نيويورك في الولايات المتحدة.

## وصلات خارجية
- بيسي بيتي على موقع قاعدة بيانات برودواي على الإنترنت (الإنجليزية)